# Tống Phước Lương
Tống Phúc Lương (chữ Hán: 宋福樑, thường đọc Tống Phước Lương, 1771 - 1834) là ngoại thích, tướng lĩnh phục vụ cho dòng họ Nguyễn từ thời chúa Nguyễn Phúc Thuần cho đến đời vua Minh Mạng. Tống Phước Lương là con trai của Tống Quốc Công Tống Phước Khuông, là anh em ruột của đức Thừa Thiên Cao Hoàng Hậu Tống Thị Lan.

## Sự nghiệp
Tống Phước Lương có tên tự là Cấn, là người ở huyện Tống Sơn (quê của nhiều chúa Nguyễn, nay là huyện Hà Trung), tỉnh Thanh Hóa.
Ông chào đời ngày 15 tháng 2 năm Tân Mão (1771), mất ngày mùng 6 tháng 7 năm Giáp Ngọ (1834), thọ 63 tuổi, làm quan thụ chức Đặt Tấn Tráng Vũ Tướng Quân, Đô Thống Phủ Chưởng Phụ Sự, tước Vĩnh Thuận Hầu. Là con trai độc nhất của Quy quốc công Tống Phước Khuông, mẹ là Chính phu nhân Công chúa Nguyễn Thị Ngọc Quận, con gái thứ 6 của Võ vương Nguyễn Phúc Khoát. Bà công chúa lấy ông Khuông sinh ra ông Lương, nhưng cảnh vợ chồng chung sống không hòa thuận nên hai người đã li dị. Công chúa bỏ về Quảng Ngãi đến đất Bảo Tân thì bị quân Tây Sơn bắt đem dìm chết ở sông Hội An khi mới 25 tuổi, tôi tớ thu nhặt hài cốt đem an táng.
Người chị cả khác mẹ của ông là Tống Thị Lan vào hầu Thế Tổ được làm Nguyên phi, đẻ ra Anh Duệ hoàng thái tử Nguyễn Phúc Cảnh.
Vào thời Định Vương (Nguyễn Phúc Thuần, ở ngôi chúa: 1765-1777), ông từng giữ chức Cai cơ.
Cuối năm 1774, quân Trịnh chiếm lấy Phú Xuân, Định Vương chạy vào Nam, Tống Phước Lương chạy theo. Tháng 9 (âm lịch) năm 1777, Định Vương bị quân Tây Sơn bắt sống tại Long Xuyên (Cà Mau ngày nay), rồi đem về chém chết tại Gia Định. Sau đó, một người cháu trẻ (17 tuổi) của Định Vương là Nguyễn Phúc Ánh được các tướng sĩ tôn lên làm chỉ huy, liền ban lệnh tập hợp quân của các đạo, để đi đánh trả thù cho Định Vương.

### Đánh nhau với quân Tây Sơn
Tuân theo lệnh gọi, Tống Phước Lương đem binh đến hội ở đất Ba Giồng (Tam Phụ) . Tháng 11 (âm lịch) năm đó, cả đạo quân mặc toàn đồ trắng áo (để tang Định Vương) rầm rộ đi theo Nguyễn Phúc Ánh đánh chiếm dinh Long Hồ, và sau đó là thành Gia Định (còn gọi là thành Sài Gòn hay thành Phiên An).
Đầu năm 1778, tại tòa thành trên, Nguyễn Phúc Ánh được các tướng sĩ tôn làm Đại Nguyên soái, quyền coi việc nước. Sau đó, Nguyễn Phước Lương được phong chức Nội hữu, lúc đó ông còn chưa đến 10 tuổi. Đầu năm 1780, tướng Nguyễn Phúc Ánh xưng vương (kể từ đây có khi gọi ông là "chúa Nguyễn").
Tháng 3 (âm lịch) năm 1781, vì nghi kỵ, chúa Nguyễn Phúc Ánh giết chết tướng Đỗ Thanh Nhơn. Sợ quân của tướng Nhơn (quân Đông Sơn) làm phản, chúa Nguyễn liền chia lực lượng này ra làm bốn đội, rồi cử Tống Phước Lương làm Chưởng tả quân để kiềm giữ một đội. Song Võ Nhàn và Đỗ Bảng, là hai thuộc hạ tâm phúc của tướng Nhơn, vẫn kịp chạy về đất Ba Giồng (Tam Phụ) khởi binh chống lại. Lập tức, chúa Nguyễn sai Tống Phước Lương cùng Nguyễn Đình Thuyên chia đường tiến đánh quân nổi dậy. Ở sông Lương Phú, tướng Phước Lương đánh thua, bị chúa bãi chức, nhưng cho lấy công chuộc tội .
Năm 1801, thành Bình Định do tướng Võ Tánh coi giữ bị quân Tây Sơn vây kín. Chúa Nguyễn bèn sai Tống Phước Lương (lúc này đang giữ chức Quản vệ Phấn Dực) và tướng Nguyễn Văn Trương thống lĩnh thủy quân tiến trước, hai tướng khác là Lê Văn Duyệt và Võ Di Nguy tiến sau, để đánh giải vây. Đây là trận thủy chiến lớn nhất của cuộc chiến tranh Nguyễn-Tây Sơn. Tuy quân Nguyễn thắng trận, tiêu diệt được đội tàu chiến của đối phương, nhưng vẫn không giải vây được thành Bình Định.
Lúc bấy giờ, quân "hải phỉ" Tề Ngỗi (toàn là người Hoa) do Trương Á Lộc cầm đầu (ông Lộc từng được nhà Tây Sơn phong chức Thống binh, để tiếp tay đánh quân Nguyễn) đang ở ngoài khơi cửa Thị Nại. Nhận lệnh chúa Nguyễn, Tống Phước Lương đem quân ra đánh, bắt sống được nhiều người, trong đó có ba chỉ huy là Mạc Quan Phù, Lương Văn Canh và Phan Văn Tài .
Tháng 5 (âm lịch) năm 1801, nghe lời khuyên của tướng Võ Tánh, chúa Nguyễn đem đại quân ra đánh lấy Phú Xuân, đuổi vua Cảnh Thịnh chạy ra đất Bắc. Khi ấy, Tham đốc nhà Tây Sơn là Phạm Văn Điềm vẫn còn đang giữ Phú Yên. Nghe tướng Nguyễn Văn Thành tâu là cần đánh lấy nơi này để thông với Tam Lãnh, chúa Nguyễn liền phái Nguyễn Huỳnh Đức, Nguyễn Đức Xuyên dẫn quân vào đó, đồng thời cử Tống Phước Lương làm Đô thống chế doanh Phấn Dực, đem binh thuyền vào Tam Lãnh hội với quân của Nguyễn Văn Tánh, để cùng tiến đánh Phú Yên. Cản phá không nổi, tướng Điềm chạy trốn, quân Nguyễn chiếm lấy Phú Yên .
Tháng 12 (âm lịch) năm đó, Tống Phước Lương nhận lệnh đem binh thuyền ra cửa Nhật Lệ, vì lúc này quân thủy bộ của vua Cảnh Thịnh đã vào tới Quảng Bình. Đêm 30 Tết Nhâm Tuất (1802), vua Cảnh Thịnh cho quân vượt sông Gianh, tiến tới lũy Trấn Ninh vào hôm sau. Một trận kịch chiến đã xảy ra ở đây, cuối cùng quân Tây Sơn thua tan tác. Theo sử liệu thì khi đó, đội tàu của quân Tây Sơn ở cửa Nhật Lệ cũng bị tướng Nguyễn Văn Trương đánh tan, khoảng 50 chiếc thuyền lương cùng nhiều khi giới của quân Tây Sơn cũng bị tướng Nguyễn Phước Lương và Nguyễn Văn Vân chiếm lấy . Thừa thắng, Nguyễn Phúc Lương cho thuyền đuổi theo đối phương đến hang Tiên Cốc, bắt sống được Thượng thư Nguyễn Thế Trực và Đô đốc Trần Văn Mô của nhà Tây Sơn. Sau đó, Tống Phước Lương cùng Đặng Trần Thường nhận lệnh ở lại giữ sông Gianh .
Tháng 7 (âm lịch) năm 1802 (lúc này chúa Nguyễn Phúc Ánh đã lên ngôi vua, lấy hiệu là Gia Long), Tống Phúc Lương và Nguyễn Văn Vân lại phá tan được quân Tề Ngỗi ở châu Vạn Ninh. Sách Hoàng Việt hưng long chí chép:
...Sau trận thất bại ở cửa sông Nhật Lệ, bọn Trương Á Lộc bí mật trốn ra ẩn lánh ngoài khơi châu Vạn Ninh, hàng ngày rông càn cướp bóc...Trấn thủ Quảng Yên tâu về triều. Thế tổ (Gia Long) sai Tống Phước Lương và Nguyễn Văn Vân đem quân đi đánh dẹp. Quan quân đến cửa Vân Đồn gặp đoàn thuyền của hải phỉ gồm 15 chiếc, Phước Lương liền ra lệnh đánh, phá tan được, chém tại trận tên trùm phỉ Trịnh Thất, lâu la của bọn phỉ bị bắt sống rất nhiều...

### ĐánhLê Văn Khôivà quânXiêm La
Tháng 5 (âm lịch) năm Quý Tỵ (1833), con nuôi của Tả quân Lê Văn Duyệt là Vệ úy Lê Văn Khôi, vì bất mãn đã nổi dậy chống lại triều đình Minh Mạng. Hay tin, nhà vua liền cử Tống Phước Lương (lúc này đang giữ chức Trung quân Đô thống chưởng phủ) làm chức Thảo nghịch tả tướng quân, Nguyễn Xuân làm Tham tán Đại thần, Trương Phúc Đĩnh làm Tán tương quân vụ; đồng thời lại sai Phan Văn Thúy làm Thảo nghịch hữu tướng quân, Trương Minh Giảng làm tham tán, cùng với Bình Khấu tướng quân là Trần Văn Năng , đem thủy bộ binh tượng vào đánh Lê Văn Khôi.
Tháng 8 (âm lịch), Tống Phước Lương phá được đồn Giao Khẩu của quân nổi dậy nằm bên sông Sài Gòn, tiếp đến lại bắt được Quản lãnh thụy sư Trần Văn Đề, Tri huyện bị cách Trương Sùng Hy và Phó tướng Nguyễn Văn Bột của quân nổi dậy...Báo về, Tống Phước Lương và một số tướng sĩ khác có công được nhà vua khen thưởng . Tiếp theo, Tham tán Nguyễn Xuân còn thắng lớn ở vùng Chợ Lớn, làm quân nổi dậy phải rút chạy vào thành Phiên An. Các tướng Nguyễn sau đó hợp binh cố đánh mấy lần mà tòa thành vẫn vững, đành cho quân vây kín.
Tháng Chạp năm đó (tức tháng 1 năm 1834), nhân có lời cầu cứu của Lê Văn Khôi, vua Xiêm La bèn sai quân thủy bộ chia ra làm 5 đạo sang đánh nước Việt. Cũng trong tháng này, Lê Văn Khôi mất vì bệnh phù thũng, con là Lê Văn Cù mới 8 tuổi lên thay làm Nguyên súy, Nguyễn Văn Trắm (sử Nguyễn có khi ghi là Chắm) tự xưng là Điều khiển.
Vua Minh Mạng được tin quân Xiêm kéo sang, liền xuống chiếu sai quan quân phòng ngự các nơi. Ở Gia Định, tuân theo lệnh vua, tướng Tống Phước Lương cử Tham tán Nguyễn Xuân theo Trương Minh Giảng đi tiến tiễu ở mặt An Giang. Đến khi tình hình căng thẳng, tướng Phước Lương còn dẫn đội quân thủy đi tiếp ứng. Sách Đại Nam thực lục (Tập 3), chép: 
...Năm Giáp Ngọ (1834), tháng Giêng, Trương Minh Giảng và Nguyễn Xuân đánh tan quân Xiêm ở sông Cổ Hỗ... Sau đó vài ngày, tướng quân Tống Phước Lương lại đến...Quân Xiêm dẫn 100 binh thuyền từ Thuận Cảng xuống, dàn ngang giữa dòng sông, cầm cự chu sư của ta, lại vây đánh đồn ở bên tả. Quản vệ giữ đồn là Phạm Hữu Tâm cự chiến, chém được tên đại đầu mục là Phi Nhã Khố Lạc và hơn 20 đầu giặc...(Sau đó), quân Xiêm lui về ở Châu Đốc.... Thừa thắng, quân triều tiến lên lấy lại Châu Đốc, Hà Tiên và đuổi quân Xiêm ra khỏi đất nước...
Tháng 5 (âm lịch) năm 1834, Tống Phước Lương cùng các tướng quyết định sẽ đốc quân đánh thành Phiên An lần nữa. Sách Đại Nam chính biên liệt truyện chép:
...Trước (ngày tấn công) 4 hôm, các đồn chia nhau ngày đêm bắn luôn các hạng pháo lớn nhỏ, đêm đến bất chợt treo thắp đèn lồng, đốt pháo thăng thiên để (làm) loạn tai mắt. Đến hôm ước định vào canh năm, bắn pháo lửa lớn tuôn khói mù mịt vào thành, còn biền binh quyết chiến lấy khí cụ đánh 4 mặt ở dưới thành. Các tướng quân tham tán thân tự đốc chiến, giặc ở trên thành ném gạch đá lung tung, súng ống thi nhau bắn. Quân ta lấy khói lửa và súng phun lửa bắn ra từ giờ Sửu đến giờ Thìn, ngưới leo thang lên, bị lũ giặc đánh ngã. Người vượt qua hào bị đạn đá ném thương, rút cuộc không lên được. Quân ta bị thương, bèn thu quân dâng sớ xin tội...
Theo Quốc triều chính biên toát yếu thì sau trận ấy, quân triều chết hơn 300, bị thương hơn 2.400 (trong đó có võ quan Nguyễn Văn Trọng). Sớ dâng lên, vua Minh Mạng bèn ra lệnh bãi chức Tống Phúc Lương và Lê Đăng Doanh (hay Dinh), đồng thời triệu hai ông về kinh, và cử Tham tán Nguyễn Xuân lên làm Thảo nghịch tả tướng quân....
Tướng Tống Phúc Lương mất năm nào không rõ. Ông hoạt động trong khoảng 50 năm từ cuối thế kỷ 18 tới giữa thế kỷ 19.

## Gia quyến
Chính thất phu nhân của ông là bà Công chúa Nguyễn Thị Ngọc Kính, sinh năm Tân Sửu ( 1781), mất Giáp Tuất (1814), được 34 tuổi. Gia phả ghi là công chúa nhưng không biết là con gái vị nào, Nguyễn Phúc tộc thế phả cũng không tìm ra được cái tên nào phù hợp.
Thứ thất Trần Thị Miên (hay Hạnh), sinh năm Giáp Thìn (1784) mất năm Kỷ Mão (1819) được 36 tuổi.
Bà vợ 3 họ Tống tên thuỵ Trinh Tuệ vốn là hầu thiếp của Thiệu Hoá quận chúa, sinh năm Giáp Tý (1804).
Có 6 con trai là Phước Dai, Phước Uyên, Phước Bổn, người thứ 4 khuyết danh, Phước Sở, Phước Lai đều chỉ làm quan nhỏ. Có người cháu nội là Thị Ròn vào hầu vua Dục Đức sinh ra công chúa thứ 8 hiệu là Tân Phong.

## Sách tham khảo chính
- Quốc sử quán triều Nguyễn, Đại Nam chính biên liệt truyện (truyện các nghịch thần: Lê Văn Khôi). Nhà xuất bản Văn học, 2004.
- Quốc sử quán triều Nguyễn, Quốc triều chính biên toát yếu. Nhà xuất bản Văn học, 2004.
- Trần Trọng Kim, Việt Nam sử lược. Nhà xuất bản Tân Việt, Sài Gòn, 1968.
- Ngô Giáp Đậu, Hoàng Việt hưng long chí. Nhà xuất bản Văn học, 1993.